# Donald Bloxham
Donald Bloxham, né en 1973 à Birmingham, est un historien britannique. Il est spécialiste de l'histoire des génocides.

## Œuvres
- (en) Donald Bloxham, Genocide on Trial: War Crimes Trials and the Formation of Holocaust History and Memory, Oxford University Press, 2001
- (de) Donald Bloxham, Der Völkermord an Den Armeniern Und Die Shoah, Zurich, Chronos Verlag, 2002, 656 p. (ISBN 978-3-0340-0561-6).
- (en) Donald Bloxham, The Great Game of Genocide : Imperialism, Nationalism, and the Destruction of the Ottoman Armenians, Oxford University Press, 2005, 352 p. (ISBN 978-0-19-150044-2, lire en ligne)

- (en) Donald Bloxham, The Holocaust: Critical Historical Approaches, Manchester University Press, 2005
- (en) Donald Bloxham, Genocide, The World Wars, and the Unweaving of Europe, Vallentine, Mitchell and Co., 2008
- (en) Donald Bloxham, The Final Solution: A Genocide, Oxford University Press, 2009
- (en) Donald Bloxham, The Oxford Handbook of Genocide Studies (editeur, avec A. Dirk Moses (en)) (Cambridge University Press, 2010)
- (en) Donald Bloxham, Political Violence in Europe's Long Twentieth Century (editeur, avec Robert Gerwarth) (Cambridge University Press, 2011)
- (en) Donald Bloxham, Why History? A History (Oxford University Press, 2020)
- (en) Donald Bloxham, History and Morality (Oxford University Press, 2020)